# Annie Unland
Annie Unland (Mantes-la-Jolie) és una traductora i periodista francesa. Llicenciada en lletres per la Universitat de Rouen el 1975. Durant diversos anys ha ensenyat castellà a diferents escoles franceses. Unes vacances familiars el 1965 van despertar el seu interès per Catalunya en general i per Llafranc en particular. Ha col·laborat en publicacions locals, com la Revista de Palafrugell, la Revista de Girona i Crònica d'un any.

## Obra publicada
- Unland, Annie. Llafranc, entre la tradició i la modernitat.  Ajuntament de Palafrugell i Diputació de Girona, abril de 1996 (Quaderns de Palafrugell). ISBN 84-86812-54-2.
- Unland, Annie. Una amistat generosa i noble. Cartes de Joan Baptista Coromina a Rafael Masó (1908-1919).  Alacant: Biblioteca Virtual Miguel de Cervantes, 2006. ISBN 84-690-2084-6.
- Unland, Annie. Àlbum de records. Hostes i hostals. Un segle d'hostatgeria a Palafrugell, Calella, Llafranc, Sant Sebastià i Tamariu (1875-1975).  Edicions Baix Empordà, 2008. ISBN 9788487501449.
- Unland, Annie. Club Nàutic Llafranc: 50 anys: 1963-2013.  Llafranc: Club Nàutic Llafranc, 2013.
- Unland, Annie. Josep Pla i la civilització surera.  Edicions Baix Empordà, 2016.